# أولاد قاسم (أولاد عيسى)
أولاد قاسم هو دُوَّار يقع بجماعة اخميسات الشاوية، إقليم سطات، جهة الدار البيضاء سطات في المملكة المغربية. ينتمي الدوّار لمشيخة أولاد عيسى التي تضم 13 دوار. يقدر عدد سكانه بـ 570 نسمة حسب الإحصاء الرسمي للسكان والسكنى لسنة 2004.

## روابط خارجية
- البوابة الوطنية للجماعات الترابية
- المندوبية السامية للتخطيط